# Королевский судный двор

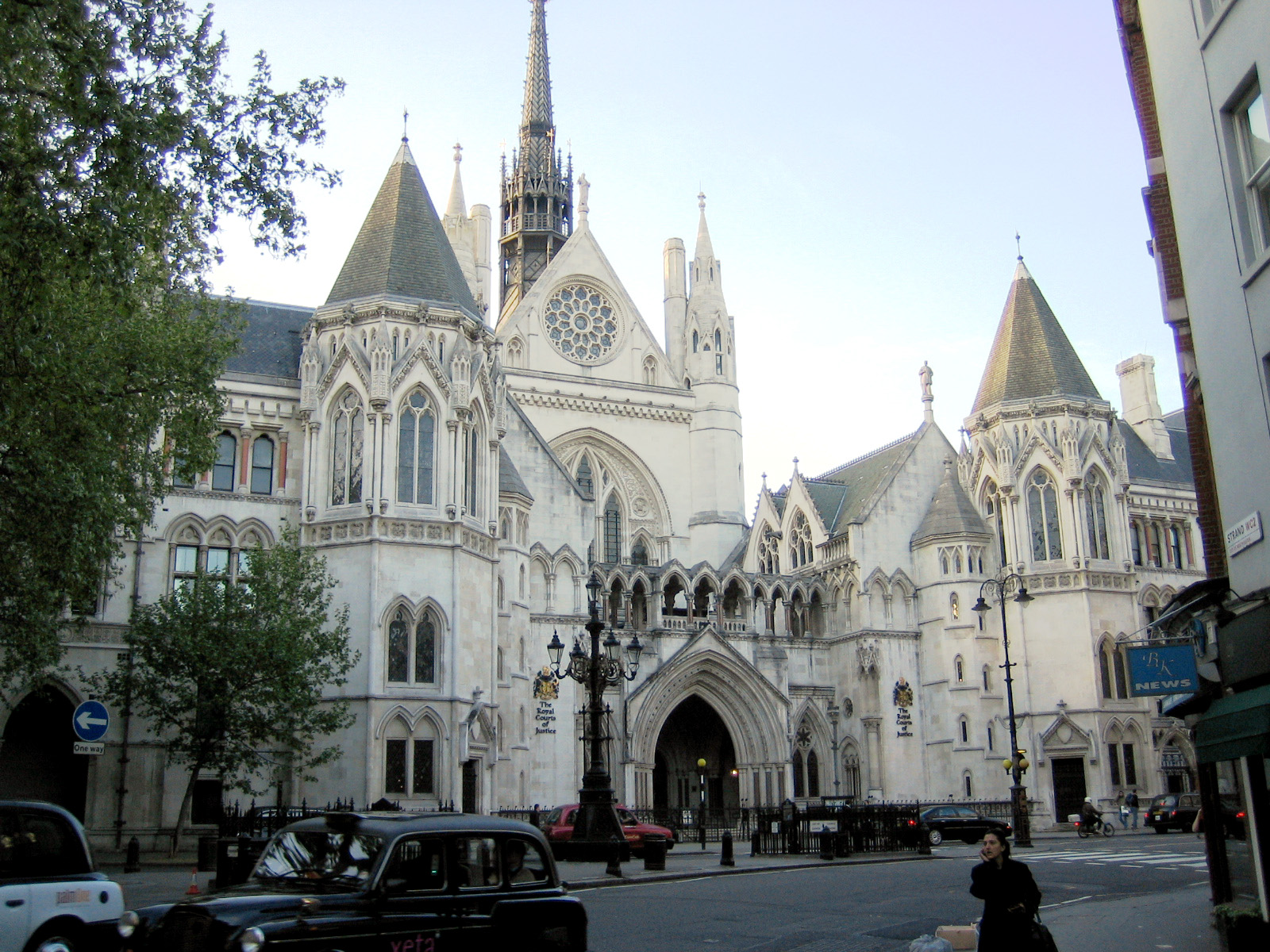
Фасад здания Королевского судного двора.

Короле́вский суд Ло́ндона (англ. Royal Courts of Justice, букв. «королевский судный двор») — монументальный комплекс зданий в неоготическом стиле на улице Стрэнд в центре Лондона, который был возведён в 1873—1882 годах по проекту бывшего адвоката Джорджа Эдмунда Стрита и находится под государственной охраной как яркий пример викторианской архитектуры.
Здание занимают Высокий суд правосудия и Апелляционный суд Англии и Уэльса.
В этом здании рассматриваются гражданские дела, некоторые из которых имеют широкий общественный резонанс, например, такие как бракоразводный процесс Пола Маккартни, тянувшийся целых три года. В связи с этим у входа в суд можно часто увидеть журналистов и телевизионщиков, поджидающих героев скандальных новостей.